# Sadiq Muhammad Khan I.
Amir Sadiq Muhammad Khan I. Abbasi († 11. April 1746 in Shikarpur) war der einzige Sohn des Emirs von Shikarpur Muhammad Mubarak Khan I.

## Leben
Nach der Abdankung seines Vaters herrschte er seit 1723 als Emir über Shahr Dand. Später überließ ihm der Gouverneur von Multan, Hayatu'llah Khan, Chaudhari und 1729 gründete Sadiq Muhammad Khan I. die Stadt Allahabad. 1732 wurde die Herrschaft von Shahr Farid erworben sowie 1733 dem Herrscher von Jaisalmer, Rawal Akhi Singh, das Derawar Fort entrissen. 1739 unterwarf er sich dem persischen Eroberer Nadir Schah, wofür ihm dieser, unter Beteiligung der Sindh, die Territorien von Larkhana, Siwistan, Chaudhari, Chhatar und Derawar überließ. Kurze Zeit später huldigte Sadiq Muhammad Khan I. dem Perser in Dera Isamil Khan, wo ihm Nadir Schah am 5. Januar 1740 den erblichen Titel Nawab verlieh. Seitdem nannte sich der Emir „Nawab von Bahawalpur“. Am 11. April 1746 wurde der 1. Nawab von Bahawalpur in einer Schlacht gegen Khuda Yar Khan Kalhora bei der Belagerung von Shikarpur getötet. Er hinterließ drei Söhne, wovon der älteste Muhammad Bahawal Khan I. sein Nachfolger wurde.